# Twarze 1863
Twarze 1863 – zbiór powieści i opowiadań Władysława Lecha Terleckiego opublikowanych w jednym tomie w 1979 roku. Zbiór zawiera wydane wcześniej powieści Spisek (1966) i Dwie głowy ptaka (1970) oraz dwa zbiory opowiadań Powrót z Carskiego Sioła (1973) oraz Rośnie las (1977). Spisek, Dwie głowy ptaka oraz Powrót z Carskiego Sioła należą do cyklu utworów tego pisarza o powstaniu styczniowym. Zbiór Rośnie las nie należy o tego cyklu, lecz tematycznie także jest związany z powstaniem.

## Zawartość zbioru[1]
- Spisek
- Powrót z Carskiego Sioła
  - Zamach
  - Powrót z Carskiego Sioła
  - Pożegnanie
  - Kapitulacja
  - Przerwa w podróży
  - Spowiedź
  - Spotkanie
  - Na Smolnej
  - Liść
- Dwie głowy ptaka
- Rośnie las
  - Przybysz
  - Drezno
  - Śledztwo
  - Wyspa